# Боталово (Смоленская область)
Боталово — деревня в Смоленской области России, в Демидовском районе. Расположена в северо-восточной части области в 16 км к северу от Демидова, в 2 км к северу от автодороги Пржевальское — Демидов.
Население — 29 жителей (2007 год). Входит в состав Заборьевского сельского поселения.

## Достопримечательности
- В 1 км к востоку от деревни на правом берегу реки Городечня древнее городище днепро-двинских племён 2-го века до н. э. — первых веков начала нашей эры. В 500 м к востоку от деревни 12 курганов насыпанных русскими племенами в Х-XII веках.